# Ljeskove Vode
Ljeskove Vode (en serbe cyrillique : Љескове Воде) est un village de Bosnie-Herzégovine. Il est situé sur le territoire de la ville de Doboj et dans la république serbe de Bosnie. Selon les premiers résultats du recensement bosnien de 2013, il compte 651 habitants.

## Géographie
Le village est situé à la confluence des rivières Rakovac et Rudanka (un affluent gauche de la Bosna).

## Démographie

### Évolution historique de la population dans la localité
| 1948 | 1953 | 1961 | 1971 | 1981 | 1991 | 2013 |
| ---- | ---- | ---- | ---- | ---- | ---- | ---- |
| -    | -    | 749  | 765  | 835  | 821  | 651  |

|  |